# Comuna Solovăstru, Mureș
Solovăstru (în maghiară: Görgényoroszfalu, în germană: Reussischdorf) este o comună în județul Mureș, Transilvania, România, formată din satele Jabenița și Solovăstru (reședința).

## Demografie
Componența etnică a comunei Solovăstru
     Români (86,27%)
     Romi (8,21%)
     Maghiari (1,75%)
     Alte etnii (0,25%)
     Necunoscută (3,53%)
Componența confesională a comunei Solovăstru
     Ortodocși (85,93%)
     Adventiști (6,15%)
     Reformați (1,22%)
     Alte religii (2,71%)
     Necunoscută (3,99%)
Conform recensământului efectuat în 2021, populația comunei Solovăstru se ridică la 3.205 locuitori, în creștere față de recensământul anterior din 2011, când fuseseră înregistrați 2.888 de locuitori. Majoritatea locuitorilor sunt români (86,27%), cu minorități de romi (8,21%) și maghiari (1,75%), iar pentru 3,53% nu se cunoaște apartenența etnică. Din punct de vedere confesional, majoritatea locuitorilor sunt ortodocși (85,93%), cu minorități de adventiști (6,15%) și reformați (1,22%), iar pentru 3,99% nu se cunoaște apartenența confesională.

## Politică și administrație
Comuna Solovăstru este administrată de un primar și un consiliu local compus din 13 consilieri. Primarul, Chirilă-Ilie Tătar[*], de la Partidul Național Liberal, este în funcție din 2016. Începând cu alegerile locale din 2024, consiliul local are următoarea componență pe partide politice:
|  | Partid                          | Consilieri | Componența Consiliului | Componența Consiliului | Componența Consiliului | Componența Consiliului | Componența Consiliului | Componența Consiliului |
|  | ------------------------------- | ---------- | ---------------------- | ---------------------- | ---------------------- | ---------------------- | ---------------------- | ---------------------- |
|  | Partidul Național Liberal       | 6          |                        |                        |                        |                        |                        |                        |
|  | Uniunea Salvați România         | 3          |                        |                        |                        |                        |                        |                        |
|  | Partidul Social Democrat        | 3          |                        |                        |                        |                        |                        |                        |
|  | Alianța pentru Unirea Românilor | 1          |                        |                        |                        |                        |                        |                        |

## Personalități locale
Soprana Virginia Zeani s-a născut în Solovătru, Mureș, la 21 octombrie 1925 ca Virginia Zehan.

## Atracții turistice
- Aria naturală protejată Pădurea Mociar (48 ha), satul Solovăstru
- Băile sărate din satul Jabenița